# Давыдов, Василий Кузьмич
Василий Кузьмич Давыдов (2 марта 1917 — 1 апреля 1992) — полковник Советской Армии, участник Великой Отечественной войны, Герой Советского Союза (1942).

## Биография
Родился 2 марта 1917 года в селе Сарай-Гир (ныне — Матвеевский район Оренбургской области) в рабочей семье. Окончил первый курс педагогического училища, в 1936—1937 годах работал учителем. В 1937 году был призван на службу в Рабоче-крестьянскую Красную Армию. В 1940 году он окончил Чкаловское военное авиационное училище, служил в Ростове-на-Дону. С июня 1941 года — на фронтах Великой Отечественной войны. Участвовал в боях на Юго-Западном фронте, в августе 1941 года был ранен. Позднее был переведён в Авиацию дальнего действия СССР. Штурманом в экипаже Давыдова был Герой Советского Союза А. Ф. Фролов.
К августу 1942 года гвардии капитан Василий Давыдов был заместителем командира эскадрильи 5-го гвардейского бомбардировочного авиаполка 50-й авиадивизии дальнего действия. К тому времени он совершил 150 боевых вылетов на бомбардировку скоплений боевой техники и живой силы в глубоком тылу противника.
Указом Президиума Верховного Совета СССР «О присвоении звания Героя Советского Союза начальствующему составу авиации дальнего действия Красной Армии» от 31 декабря 1942 года за «образцовое выполнение боевых заданий командования на фронте борьбы с немецкими захватчиками и проявленными при этом отвагу и геройство» был удостоен высокого звания Героя Советского Союза с вручением ордена Ленина и медали «Золотая Звезда» за номером 775.
Всего за время своего участия в боевых действиях совершил 298 боевых вылетов, уничтожил 23 самолёта на аэродромах, 43 танка, 79 автомашин, 3 переправы. В воздушных боях он сбил 9 самолётов противника. После окончания войны продолжил службу в Советской Армии. В 1949 году он окончил Высшую лётно-тактическую школу, в 1959 году — Высшие академические курсы при Военной академии Генерального штаба. В 1961 году в звании подполковника он был уволен в запас, позднее ему было присвоено звание полковника запаса.
В 1962—1973 годах проживал и работал в Чернигове. Выйдя на пенсию, он переехал в Симферополь. Умер 1 апреля 1992 года.
Был награждён тремя орденами Ленина, тремя орденами Красного Знамени, орденами Отечественной войны 1-й степени, Красной Звезды, а также рядом медалей.